# Чешско-словацкий литературный язык
Че́шско-слова́цкий литерату́рный язы́к (также чешско-словацкий литературный стиль) — вариант чешского литературного языка с элементами словакизмов, созданный в первой половине XIX века Я. Колларом и П. Й. Шафариком. Представлял собой компромиссный вариант литературной нормы, общий для чехов и словаков. В частности, для словацкого общества создание этого варианта литературного языка предполагало разрешение противостояния словаков-протестантов, приверженцев чешского языка, и словаков-католиков, использовавших бернолаковскую норму словацкого языка, разработанную в конце XVIII века.
В 1820—1830-х годах на чешско-словацком языке его авторами создавались литературные произведения, они же вели на этом языке переписку, основные правила чешско-словацкого правописания были изложены Я. Колларом в приложении к его работе «Хрестоматия» 1825 года.
Чешско-словацкий язык (имевший в значительной степени искусственный характер) не был принят ни в Чехии, ни в Словакии, он также не стал единым литературным языком для словаков разных конфессий. Литературная норма Я. Коллара и П. Й. Шафарика не сыграла сколько-нибудь заметной роли в процессе формирования общесловацкого литературного языка, в конечном итоге сами авторы нормы вернулись к использованию чешского языка, включая в него лишь небольшую долю словакизмов.

## Предпосылки возникновения
К концу XVIII века в словацком обществе сложились две различные концепции развития словацкой национальной культуры. Одна из них распространилась среди словаков протестантского вероисповедания — тесная связь протестантов с чешским языком и культурой обусловила их стремление к культурному и языковому единству с чехами. Словацкие протестанты использовали в качестве литературного языка чешский, считая, что он должен служить объединяющим фактором для двух близкородственных народов — чехов и словаков. Чешский язык уже более трёх веков использовался словаками в качестве литературного и был языком литургии для словацких протестантов. Другая концепция была характерна для словаков-католиков, которые отстаивали идею самостоятельности словацкой нации и словацкого языка.
В конце XVIII века католический священник А. Бернолак кодифицировал словацкий литературный язык на основе западнословацкого культурного интердиалекта — идиома образованной части населения Западной Словакии, в котором сочетались особенности прежде всего западнословацкого диалекта и черты чешского литературного языка. Новую литературную норму, основанную на родной словацкой речи, приняли только словаки-католики, они стали активно её пропагандировать, создавать на ней литературные произведения, использовать для публикации научных работ и переводов. Словаки протестантского вероисповедания продолжали пользоваться чешским литературным языком. В результате этого словацкое общество с конца XVIII века и до середины XIX века оказалось расколотым — словаки разных конфессий ориентировались на разные литературные языки, связанные с развитием словацкой национальной культуры — на бернолаковский словацкий и чешский.
Факт кодификации А. Бернолаком словацкой литературной нормы резко усилил полемику католиков и протестантов по вопросу национального литературно-письменного языка. Протестанты считали бернолаковщину «античешским выступлением», разделяющим два народа, отвергающим длительную литературную традицию словаков. Католики придерживались точки зрения, согласно которой полноценное развитие культуры и просвещение словацкого народа возможно только на родном словацком языке. В 1803 году протестанты во многом в ответ на активную деятельность католического «Словацкого учёного товарищества», занимавшегося распространением бернолаковского языка, организуют «Институт чехословацкой литературы и языка» при евангелическом лицее в Братиславе для популяризации чешского языка среди словаков.
К 1820—1830-м годам резкое противостояние двух частей словацкого общества сменяется попытками контактов протестантов и католиков в поиске решения языкового вопроса, без которого невозможно было успешно развивать словацкое национально-освободительное движение, культуру и просвещение.
Представители разных конфессий Словакии предпринимают шаги навстречу друг другу, выдвигая различные идеи и проекты, направленные на поиск компромисса в языковом вопросе.
Словаки-католики, сторонники реформы А. Бернолака, такие, как М. Гамульяк и Я. Геркель, допускали возможность дополнения бернолаковского языка элементами чешского литературного языка или чертами среднесловацкого диалекта, считая при этом по-прежнему, что основой литературного языка словаков должна быть бернолаковщина.
Часть представителей сообщества словаков-протестантов начинает осознавать, что архаическая чешская библичтина значительно отличается от народно-разговорной речи словаков и является сложной для понимания простого народа Словакии, они так же, как и католики, стали допускать возможность сближения чешского с элементами словацкого языка, отрицая при этом всякие попытки создания нормы на основе родной речи, включая бернолаковский язык. Именно в этот период Я. Коллар и П. Й. Шафарик решили создать новую литературную норму, основанную на чешском языке с чертами словацкого языка. Этот вариант литературной нормы по их мнению должен был стать общим языком чехов и словаков, при этом быть более понятным для простого словацкого народа и способствовать сближению позиций протестантов и католиков в вопросе единого литературно-письменного языка для словаков.

## Создание

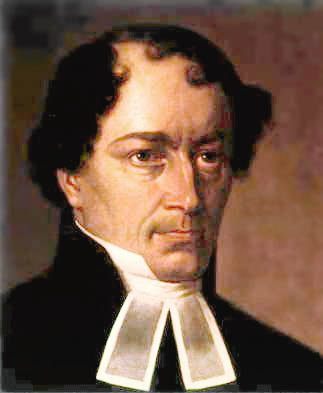
Ян Коллар

В 1820-х годах Я. Коллар и П. Й. Шафарик начали разработку новой литературной нормы на основе чешского языка, которая стала бы понятней простому народу за счёт включения в чешский элементов словацкого языка. Будучи приверженцами чешского языка и при этом противниками создания отдельного словацкого языка, и, в частности, противниками бернолаковщины, Я. Коллар и П. Й. Шафарик выбрали средний путь между «чистой» чешской и бернолаковской языковыми нормами. Такой вариант литературного стандарта по мнению авторов должен был быть в равной мере устраивать и чехов и словаков. Такая позиция была изначально противоречивой — с одной стороны Я. Коллар и П. Й. Шафарик создавали свой литературный стандарт с целью развития словацкой национальной культуры, способствуя процессу возрождения словацкой нации, с другой стороны они выступали за национально-культурное единство чехов и словаков, в соответствии с этим основу стандарта они видели только лишь в чешском языке.
Если Я. Коллар считал словацкие говоры диалектом чешского языка, то П. Й. Шафарик придерживался взгляда на словацкий как на самостоятельный язык. Тем не менее оба считали, что литературным языком словаков может быть только чешский. При этом чешский должен быть в некоторой степени «словакизирован», чтобы сохранить чешско-словацкое литературное единство, стать более понятным словакам и выступить основой для сближения позиций словаков католической и протестантской конфессий. К чешской грамматической основе они предполагали добавить некоторые черты словацкой фонетики и синтаксиса, словацкую лексику (в частности, заменить германские заимствования в чешском словакизмами для придания чешскому большего славянского характера), а также словацкую фразеологию.

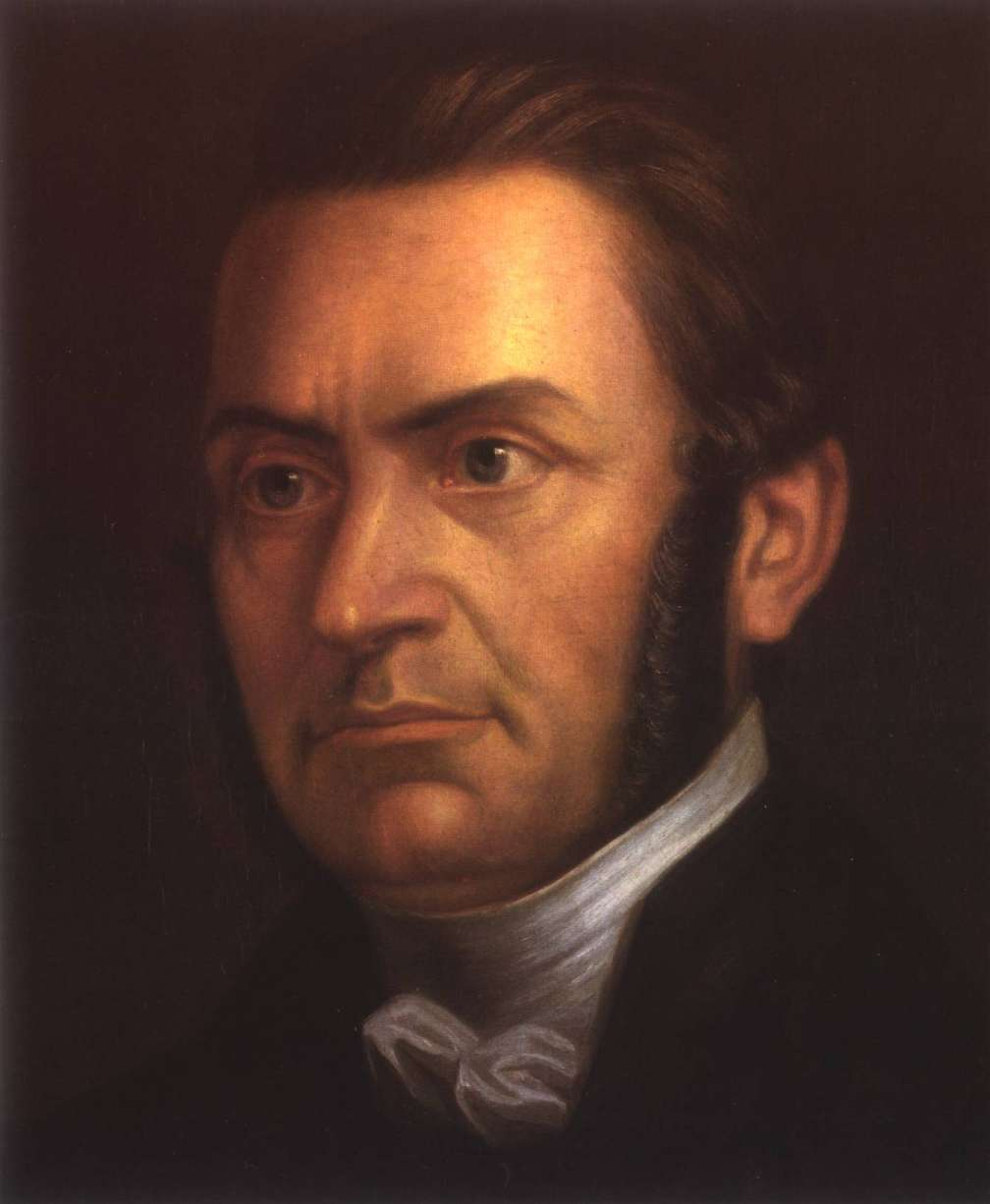
Павел Йозеф Шафарик

Идея создания чешско-словацкого языка отражала представления о единстве славянских народов, наиболее широко распространившиеся в словацком обществе в первой половине XIX века, прежде всего в рядах патриотически настроенной словацкой молодёжи. Взгляды Я. Коллара и П. Й. Шафарика (на которые оказали заметное влияние идеи И. Г. Гердера), соответствовавшие представлениям того времени, нашли своё воплощение в концепции единого языка чехов и словаков. Я. Коллар, считавший всех славян единым народом, отразил, в частности, свою точку зрения в своей работе «О литературной взаимности между племенами и наречиями славянскими» (O literarnég Wzágemnosti mezi kmeny a nářečjmi slawskými, 1836). В составе славянского народа Я. Коллар выделял четыре «племени» — русское, польское, чехословацкое и иллирийское, которые говорят на соответствующих четырёх наиболее культурно развитых наречиях славянского языка. Будучи приверженцем единства славянского народа и его языка, он выступал против дальнейшего дробления славянских племён и наречий, в том числе и против обособления и развития литературной нормы на наречии словаков, которое он считал частью единого языка «чехословацкого племени».
Созданию чешско-словацкой литературной нормы предшествовало изучение словацких диалектов, знакомство со словацким народным творчеством, благодаря которому авторы новой нормы по-другому стали рассматривать родную речь, осщутив её красоту и богатство. В частности, Я. Коллар отмечал в своих работах бо́льшую «благозвучность» словацкого в сравнении с чешским. Примером «благозвучности» по его мнению была бо́льшая частотность гласных a, o, u, в словацком (hračka — hříčka, ťažiaci — tižící, popol — popel, sľub — slib и т. п.) Также Я. Коллар отмечал избыточное, на его взгляд, число германизмов в чешском языке.

## Функционирование
Помимо теоретических разработок Я. Коллар и П. Й. Шафарик предприняли попытку применить свой «чешско-словацкий литературный стиль» на практике, приступили к его популяризации. Они стали вести на новой норме переписку, издавать на ней свои работы и т. п. В 1820—1830-х в чешском языке, используемом Я. Колларом и П. Й. Шафариком, отмечаются наибольшие изменения, связанные с включением в чешский словацкой лексики и фразеологии, некоторых фонетических и грамматических черт, а также правил орфографии. Материалы на чешско-словацком наряду с материалами на чешском и бернолаковском словацком языках печатались в альманахе Zora, который издавала в 1835—1840 годах совместная организация словаков-католиков и словаков-протестантов — «Общество любителей словацкого языка и литературы». Председателем этого общества был Я. Коллар.

## Особенности
К числу основных особенностей чешско-словацкого литературного языка относятся:
- написание на месте чешских ř и ou (au) словацких r и ú;
- упрощения ряда групп согласных: cnost вместо ctnost, radosný вместо radostný и т. п.;
- введение гласного в сочетание согласных в словах типа hardlo, mertvý, perst, vluna, obor и т. п.;
- употребление окончания ja у глаголов в форме 3-го лица множественного числа настоящего времени: činja, nevidja вместо činí, nevidí;
- употребление окончания -ov вместо -ů у существительных мужского рода в форме родительного падежа множественного числа: kmenov, zákonov;
- употребление глагольных форм типа boly, maly вместо byly, měly и т. д.

Основные правила орфографии чешско-словацкого языка сформулированы в приложении к работе Я. Коллара 1825 года «Хрестоматия», по мнению Ш. Тобика нормы чешско-словацкого правописания этого периода приближались к нормам правописания бернолаковского словацкого языка.

## Чешский язык в Словакии
Использование чешского языка на территории Словакии имеет давнюю традицию. До кодификации словацкого литературного языка, начавшейся в конце XVIII века, словаки употребляли в качестве литературно-письменного языка чешский язык (наряду с латинским, немецким и венгерским), уже с XV века чешский конкурировал с латинским в деловой и административно-правовой сферах, на чешском в Словакии создавались художественная, религиозная и научная литература. С XVI века значение чешского возрастает среди словацких протестантов — в период Реформации чешский становится языком литургии и частично входит в сферу устного употребления. С самого начала своего использования на территории Словакии чешский язык был подвержен влиянию местных словакизмов, чешский стихийно вступал во взаимодействие со словацким языком. Чешский постепенно словакизировался в речи и письменных текстах как у протестантов, так и у католиков. Степень словакизации у разных словацких авторов была неодинаковой. В некоторых случаях мера словакизация была настолько значительной, что чешский язык нельзя было рассматривать как чешский со словацким влиянием, формировалась своеобразная языковая форма смешанного характера, называемая «словакизированным чешским языком» (slovakizovaná čeština или poslovenčená čeština).
С началом Контрреформации в XVII веке отношение к чешскому языку в среде словацких протестантов меняется, они выступают за сохранение традиционной формы чешского, восходящей к нормам языка «Кралицкой Библии» (1579—1593), чешский литературный язык укрепляет свои позиции, в протестантской общине он воспринимается как высшая форма языка словацкой нации по отношению к менее престижной словацкой диалектной речи. Чешский был настолько близок словацкому языку, что нередко язык текстов на чешском, созданных в Словакии, протестанты называли словацким. Принимая во внимание то, что словаки воспринимали чешский как литературную форму словацкого языка, а также учитывая значительную степень словакизации чешского языка в среде словацкой интеллигенции протестантского вероисповедания (М. Бел, Д. Крман, П. Долежал) рассматривалась концепция так называемого «словацко-чешского языка» (lingua Slavico-Bohemica). П. Долежал даже составил описание словацкого варианта чешского языка в своей работе «Grammatica Slavico-Bohemica», в основе этого языка в генетическом отношении и структурном плане лежал чешский язык, словацкий же язык был представлен только некоторыми элементами. К. В. Лифанов рассматривал данный идиом как «старый словацкий литературный язык».
Словаки-протестанты продолжали использовать чешский в качестве своего литературного языка и после кодификации А. Бернолаком литературной нормы, основанной на родной для словаков речи. Лишь после кодификации новой нормы словацкого языка Л. Штуром в середине XIX века часть протестантской общины в Словакии переходит к использованию словацкого языка. А после реформы Годжи-Гатталы, которая проводилась в период введения старословацкого языка, чешский язык постепенно выходит у словаков-протестантов из употребления.

В отличие от словаков-протестантов словаки-католики придерживались взгляда на словацкий как на самостоятельный язык, поэтому в их среде шёл процесс как стихийной, так и сознательной словакизации чешского литературного языка в направлении создания литературной нормы, основанной на родной речи словаков.

## Историческое значение
Активизация чешского и словацкого национального движения, при которой на первый план выдвигались идеи национального своеобразия, подчёркивались уникальные черты культуры и языка, концепция чешско-словацкого литературного стиля очень быстро утратила свою актуальность и не была воспринята ни чешским, ни словацким обществами. Язык Я. Коллара и П. Й. Шафарика не стал объединяющей силой ни для чешского и словацкого народов, ни для католической и протестантской частей словацкого общества. Чешско-словацкий язык не оказал заметного влияния на развитие словацкой литературной нормы и остался незначительным моментом в истории словацкого языка. Тем не менее, деятельность Я. Коллара и П. Й. Шафарика оставила яркий след в движении словацкого национального возрождения. Благодаря их авторитету и влиянию в среде словаков протестантского вероисповедания было принято допущение, позволяющее отступить от норм чешского языка в сторону их сближения со словацким языком, важным было для протестантов мнение П. Й. Шафарика о самостоятельности словацкого наречия. Я. Коллар и П. Й. Шафарик своими работами способствовали росту интереса словаков к народной культуре и языку, пробуждению у словаков патриотизма. Большое значение для словацкого национально-освободительного движения имели идеи, распространяемые авторами чешско-словацкого литературного стиля, о единстве славянских народов. Кроме того, на усиление национального самосознания словаков и формирование их национальной идеологии оказало влияние новое определение термина «нация», высказанное Я. Колларом, в корне отличавшееся от бытовавшего в то время толкования, связывавшего понятие «нация» прежде всего с государством. Я. Коллар связал это понятие в первую очередь с этносом и языком: нация — это «общность таких людей, которые объединены узами единого языка, одинаковых нравов и обычаев». Таким образом, он утверждал о том, что одной из важнейших характеристик нации является язык. Большое влияние идеи и труды Я. Коллара и П. Й. Шафарика оказали на Л. Штура, автора второй кодификации словацкого языка, на которой основан современный язык словаков.